# 歩兵第170連隊
歩兵第170連隊（ほへいだい170れんたい、歩兵第百七十聯隊）は、大日本帝国陸軍の歩兵連隊のひとつ。

## 概要
支那事変中の1938年（昭和13年）6月に、大阪第4師団の歩兵第70連隊（篠山）の特設部隊として第104師団（篠山）の歩兵第170連隊が編成。張鼓峰事件発生のため、大連より間島省に進出するも停戦協定が締結。矛先を華南に転じ広東方面を転戦。仏印進駐により第104師団隷下を脱し、印度支那派遣軍に編入。印度支那派遣軍は独立混成第21旅団に改編。大東亜戦争が開戦後も仏印の警備。1942年（昭和17年）9月、太平洋島嶼防備強化のため、大宮島、大鳥島に転用下令。アメリカ軍ガダルカナル島来寇のため連隊主力は大宮島より南東方面へ転用。乗船中の輸送船が撃沈された際に軍旗を喪失し、その後の戦闘で大打撃を受けると解隊された。

## 沿革
- 1938年（昭和13年）
  - 6月16日：歩兵第70連隊留守隊（篠山）に動員下令。
  - 6月21日：動員完結（＊ 第104師団（三宅俊雄中将）隷下の第107旅団（松本健児少将）に所属）。
  - 6月23日：宮中において軍旗拝受。
  - 7月4日  ：篠山を列車で出発。
  - 7月5日  ：日本橋で一泊後、第104師団とともに大阪港を出航。
  - 7月9日  ：大連港に上陸。
  - 7月10日：大連を出発。
  - 7月11日：ソ連軍がソ満国境の張鼓峰に侵入。
  - 7月12日：満州奉天から山海関を経て支那を結ぶ要地・錦州県錦県の満州軍兵舎北大営に屯営、連日訓練を実施。
  - 7月29日：張鼓峰北方2kmの沙草峰に侵入し陣地構築した事から、国境警備の第19師団（尾高亀蔵中将）と戦闘が勃発（張鼓峰事件）。
  - 8月13日：第19師団援護のため錦県を出発。間島省朝陽川の龍井（東部ソ滿国境）に進出するが、11日、すでに日ソ間で停戦協定が締結されたため、龍井に屯営し訓練を実施。
  - 9月21日：龍井村を出発。
  - 9月24日：大連に到着。第104師団は新設された第21軍（古荘幹郎中将）戦闘序列に編入。
  - 10月1日：大連を出港。
  - 10月12日：主力の第18師団（久留米）に続き、バイアス湾に上陸。
  - 10月13日：範和岡に進撃。
  - 10月15日：平山墟に進撃。
  - 10月17日：東江右岸地区の恵陽に進撃。
  - 10月21日：増城に進撃。同日、第18師団が広東市を攻略。
  - 10月22日：連隊は第104師団の先鋒として広東-従化公路を敗走中の支那軍（余漢謀）の退路を絶つべく太平場に進撃し支那軍を撃破。
  - 10月24日：第5師団が攻略した従化県城に入城。
  - 11月2日  ：残敵を掃討しつつ広東市に移駐し市北郊の警備。
  - 11月6日  ：支那軍の拠点・流渓水右岸の鴉湖･蛙湖･大同圩を攻略。
  - 12月26日：第104師団は広東市内及び周辺の警備を第5師団と交替。市内の中山大学に連隊本部を設置。
- 1939年（昭和14年）
  - 1月13日：花県･白泥水河畔で支那軍を撃破。
  - 1月20日：再び広東市北郊の警備のため鳳凰山一帯に陣地を構築。
  - 4月5日  ：広東奪還を目論む支那軍を獅前市･花県北方付近で撃破。
  - 4月22日：第107旅団（西山福太郎少将）の江門･新会方面（広東南方）の戦闘に歩兵第108連隊とともに参加。
  - 6月9日  ：広東市西方の三水に移駐、警備。
  - 8月25日：再び広東市内の警備。
  - 9月2日  ：夏季作戦に参加。花県に進撃し高百丈の支那軍拠点を攻略。
  - 12月2日 ：二一六高地の戦闘。
  - 12月18日：源潭墟･鮮水坑･羊仔山･伯公拗付近の戦闘を経て泡江を渡河。
  - 12月18日：支那国民党政府の汪兆銘行政院長が支那事變の平和的解決を目指し重慶より亡命。我が国は汪を全面的に支援。政権基盤を確固たるものにすべく支配地域の拡大を目指し、19日、第11軍（岡村寧次中将）の翁英作戦に参加、粤漢線に沿って北上。
  - 12月30日：第7中隊（西面治作中尉）が英徳城に一番乗りを果たします。
- 1940年（昭和15年）
  - 1月5日  ：粤漢線の打通･占領地域の拡大は困難と判断され翁英作戦は終了。
  - 1月13日：広東北方の太平場の警備。
  - 5月21日：第11軍の宜昌作戦の陽動として南支那方面軍[注釈 1]の良口作戦に参加。従化公路を北上し鴨洞谷地で支那軍と交戦。第7中隊長・西面中尉が散華するなど大損害を受けながらも敵主陣地の九六九高地高地を占領し敵を東方に圧迫、宜昌作戦の成功に伴い太平場に帰還。
- 1941年（昭和16年）
  - 1月13日 ：『軍令陸甲　第四號』により臨時編成下令。連隊は第104師団から印度支那派遣軍（西村琢磨少将）隷下に転属。
  - 1月20日：連隊は命令を受領し歩兵第161連隊（板津直剛大佐・和歌山）に警備を引き継ぐ。
  - 1月23日：輸送船3隻に分乗し黄埔を出航。
  - 1月25日：ハイフォンに上陸。駄馬編成（乙装備）から自動車（甲装備）に改編。連隊本部・第1大隊はハイフォン、第2大隊は派遣軍司令部の位置するハノイ及び東北方フーランチョン、第3大隊はバグニン、ヌィディオ周辺に屯営し警備･援蒋ルート遮断･国境偵察などに従事。
  - 7月　　 ：印度支那派遣軍は独立混成第21旅団に改編。
  - 12月8日：大東亜戦争が開戦。仏印軍の暴発に備えパグマイ飛行場の接収、仏軍武装解除、停車場･発電所･水源地の警備、通信機関の接収、市内交通の遮断を実施、再び警備。
- 1942年（昭和17年）
  - 9月14日、『大陸命第六百八十六號』により独立混成第21旅団（山形栗花生少将）は、太平洋島嶼防備強化[注釈 2]のため、南方軍（寺内寿一大将）から大本営直轄となる。
  - 9月19日：第2大隊はサイゴンに集結。
  - 9月20日：第2大隊は陸軍特殊船「あきつ丸」に乗船。
  - 9月28日：独立混成第21旅団の大宮島･大鳥島転進が下命。
  - 10月1日：連隊主力（渡邊嘉幸大佐）はサイゴンに集結。
  - 10月2日  ：第2大隊が大鳥島に上陸し、海軍第65警備隊の指揮下に入り陣地構築。
  - 10月21日：歩兵第170連隊を主力とする独立混成第21旅団は伏見丸（旅団司令部･旅団通信隊･野戦病院）、ぼすとん丸（連隊本部･連隊砲･歩兵砲･旅団砲兵隊･旅団戰車隊･通信隊）、三興丸（第3大隊）、北光丸（第1大隊）に分乗。海軍備船北照丸、陸軍備船ジョホール丸とともにサイゴンを出航。サンジャックにおいて護衛の駆逐艦「追風」、第二十号駆潜艇と合流。
  - 10月27日：二列縦隊で、マニラに入航。急患を下船。
  - 10月28日：マニラを出航。
  - 11月3日：独立混成第21旅団は大本営直轄からガダルカナル島への援軍のため第17軍（百武晴吉中将）に編入。ラバウルへ転進が決定。
  - 11月5日：大宮島アブラ港において命令を受領。
  - 11月8日：大宮島を出航。
  - 11月12日：パラオ島コロール港に入港。
  - 11月16日 1515：コロール港を出航直後、右縦隊2番船の輸送船「ぼすとん丸」（5477トン）にアメリカ潜水艦「シール」の放った魚雷2本が命中し轟沈。乗船将兵の1/3にあたる228名が戦死したほか、軍旗も海没。[注釈 3][注釈 4][注釈 5]
  - 11月22日：駆逐艦追風に救助された生存者550名は、イロイロ島で先行した僚船に分乗、ラバウルに入港。
  - しかし、大本営はガ島の戦局悪化に伴い増援を中止したため、独立混成第21旅団はポートモレスビー攻略に向かい苦戦する南海支隊（堀井富太郎少将）救援のため、新設の第18軍（安達二十三中将）に編入。
  - 11月28日：旅団第一陣はラバウルを出航。
  - ～12月2日：敵機の妨害を受けながらもクムシ河付近に上陸。
  - 12月3日  ：東進を開始、追及してきた第二陣と合流、ナパポ、ゴナ、キリキで豪軍と交戦。
  - 12月10日：旅団主力の第3大隊（岩崎少佐）が玉砕してしまう等損害が増加、進撃は遅滞。
  - 12月13日：第三陣（第1大隊）がマンバレー河口に上陸。
  - 12月17日：旅団主力と合流。ゴナに陣地を構築し豪軍と対峙。
- 1943年（昭和18年）
  - 1月13日：軍命令により包囲されている南海支隊救援のためブナ・ギルワ河方面に進撃を開始しますが、兵力･物量に優る米豪軍の包囲を受け損害が増加。
  - 1月20日：軍命令により独立混成第21旅団･南海支隊はクムシ河まで転進集結。舟艇輸送によりマンバレーに移駐、警備。
  - 2月8日  ：ラエ・サラモア付近に移駐。
  - 2月20日：マギリに移駐。
  - 3月17日：ラエ東方のホポイに集結。
  - 6月12日：『大陸命第八百號』により歩兵第170連隊は復帰（現役・若年兵の一部は他隊に転属）。
  - 6月22日：連隊本部を始めラバウルに転進し復員完結。[注釈 6]
  - 12月23日：軍事参議会で歩兵第170連隊を将来再編成しない件が可決された[1]。

## 大鳥島に分派された第2大隊
- 1942年（昭和17年）
  - 9月19日：サイゴンに集結。
  - 9月20日：陸軍特殊船「あきつ丸」に乗船。
  - 10月2日  ：大鳥島に上陸し、海軍第65警備隊の指揮下に入り陣地構築。
  - 12月23日：大鳥島が敵艦載機の空襲を受ける。
- 1943年（昭和18年）
  - 6月12日：『大陸命第八百號』により歩兵第170連隊は復帰。南海第3守備隊（近森重治大佐）に改編。東部軍（土肥原賢二大将）に編入。
  - 9月　 　：連隊主力残部と独立混成第21旅団の残存一部（旅団戦車隊.等）も、編合されることになったが、再び潜水艦攻撃を受け海没。トラック島で再編後に到着。
  - 10月6･7日：敵艦載機約500機の空襲、及び艦砲射撃を受け、飛行場･砲台など地上施設も甚大な被害を受ける。戦死360名（陸58名･海302名）。
- 1944年（昭和19年）
  - 1月1日  ：独立混成第5連隊第1大隊（三井彌一大尉）940名、戦車第16連隊（八代重規中佐）の九五式軽戦車18両が南海第3守備隊に編入。
  - 2月25日：南海第3守備隊は東部軍から第31軍（小畑英良中将）直轄に編入。
  - 5月24日：敵艦載機350機の空襲を受け、敵機30機を撃墜するも、戦死32名（陸9名、海23名）、地上施設に損害を受ける。
  - 6月3日  ：南海第3守備隊は独立混成第13連隊に改編[注釈 7]。
- 1945年（昭和20年）
  - 8月16日：戦局の悪化に伴い糧食不足が深刻化、敵上陸に備え迎撃訓練を実施するなか、停戦。
  - 10月5日：復員船の病院船「橘丸」に乗船。
  - 11月1日：病院船「氷川丸」に乗船し浦賀に上陸。
  - 11月14日：復員完結[注釈 8]。

## 歴代連隊長
| 代 | 氏名       | 在任期間    | 備考 |
| -- | ---------- | ----------- | ---- |
| 1  | 古賀龍太郎 | 1938.6.6 -  |      |
| 2  | 米山米鹿   | 1940.8.1 -  |      |
| 3  | 久保宗治   | 1941.6.28 - |      |
| 末 | 渡辺嘉幸   | 1942.3.28 - |      |